# Simone Téry
Simone Téry (Carcasona, 28 de enero de 1897- París, 12 de diciembre de 1967) fue una periodista y novelista francesa. Escribió para L'Humanité y el semanario Vendredi del Frente Popular.

## Biografía
Hija de la periodista de izquierdas Andrée Viollis (1870-1950) y del jefe de prensa Gustave Téry (1870-1928), director del periódico L'Œuvre. Estudió inicialmente literatura, pero se licenció en Filosofía.  En 1919 obtuvo el primer puesto en la "agregación de letras" o concurso público de contratación docente, en Impartió clases durante dos años en la escuela secundaria de Rabat (Marruecos) antes de dedicarse plenamente al periodismo. Comenzó su carrera en 1920 como correspondal en Irlanda, a donde fue enviada por su padre. Mantuvo enfrentamientos con él por discrepancias políticaslo que le llevó a independizarse, incorporándose como reportera para los periódicos Le Quotidien, Le Petit Parisien y más adelante, en 1935, para L'Humanité. Su padre falleció en 1928.
La concesión de una beca Albert-Kahn le permitió viajar por todo el mundo, particularmente a China, Japón y Estados Unidos.
Formó parte del equipo directivo del semanario Friday y también colaboró con Regards, Messidor, informando sobre el bando republicano durante la guerra civil española.
En Alemania, cuando se le negó la publicación de un artículo, se declaró en huelga de hambre, lo que le llevó a ser internada a un establecimiento psiquiátrico. En su obra, Última edición especial (1937) relata esta experiencia. Téry se declaró pacifista y defensora de los objetores de conciencia.
Entre 1930 y 1934 tuvo un romance con el escritor Jean Giono pacifista y activista revolucionario.
Sus viajes por Irlanda y los conocimientos que adquirió de ellos fueron inspiradores para su obra literaria. Continuó realizando artículos periodísticos, novelas y obras basadas en sus viajes y reportajes por China, Japón, Estados Unidos de América, Alemania, URSS y España.
En 1934, fue detenida y encarcelada en España durante cinco días por las autoridades durante un reportaje sobre la Revuelta de Asturias, luego liberada gracias a una campaña del Partido Comunista. En 1935, mantuvo un romance con el escritor Paul Nizan, episodio que realtó en el libro, Le Cœur purlé (Denoël, 1937).
Se trasladó a la Unión Soviética donde publicó su primer artículo para L'Humanité, sobre la muerte del escritor Henri Barbusse momento en que se unió al Partido Comunista. En 1939 conoció y se casó en Madrid con el intelectual y activista de izquierda español Juan Chabás, miembro de la Generación del 27. Emigraron a la República Dominicana y, finalmente, a México. Tras su separación de Juan Chabás, Simone Téry regresó a Francia, donde retomó su trabajo como periodista y reportera en L'Humanité después de la Segunda Guerra Mundial y como autora de libros, publicados por la red editorial del Partido Comunista.
En el contexto de los duros enfrentamientos de la Guerra Fría, el 5 de noviembre de 1948, participó en la denuncia del ministro del Interior Jules Moch, quien reprimió el movimiento huelguístico de los mineros, en una publicación titulada “ El CRSS ", opone la valentía de los mineros y sus familias a las tropas del Ministerio del Interior, afirmando que «desde el primer día, la población los llamó CRSS y, el segundo día, simplemente SS» (L'Humanité ).
Invitada después de la guerra a la URSS, sacó de su viaje la obra Une Française en Union Soviética, que fue publicada en 1952 por Éditions Sociales. Según François Forestier, su contenido sólo puede asimilarse a la novela, ya que las descripciones de la vida en la Unión Soviética borran la realidad y sólo muestran ficción ideológica, haciendo de este informe un simple testimonio «de la estupidez ideológica de una parte de la izquierda de aquellos años».

## Publicaciones
- En Irlande : de la guerre d'indépendance à la guerre civile (1914-1923), Flammarion, 1923. Reportage sur l'Irlande.
- L'Île des bardes. Notes sur la littérature irlandaise contemporaine. Yeats, Synge, Joyce, Stephens, Flammarion, 1925.
- Fièvre Jaune : (la Chine convulsée) , Flammarion, 1928. Impressions de son voyage de six mois en Chine.
- Passagère, Paris, Librairie Valois, 1930.
- Dernière édition spéciale, comédie en 3 actes, 1937.
- Le Cœur volé, Denoël, 1938
- Front de la liberté : Espagne 1937–1938, Éditions sociales internationales, 1938. Reportage sur la couverture de la Guerre d'Espagne qu'elle effectua en tant que journaliste, dédié aux volontaires français des Brigades internationales morts au combat.
- Où l'aube se lève, New York, Brentano's, 1945. Roman autobiographique.
- La porte du soleil, Pari, Hier et aujourd'hui, 1948. Roman qui recrée l'ambiance de la Guerre civile espagnole.
- Ils se battent aux Thermopyles, Hier et aujourd'hui, 1948.
- Du soleil plein le cœur. La vie merveilleuse de Danielle Casanova, Hier et aujourd'hui, 1949. Biographie de Danielle Casanova.
- Le Pays des vraies merveilles, Éditeurs français réunis, 1949. Récits traduits du russe.
- Une Française en Union soviétique. Éditons sociales, 1952. Son expérience en Union soviétique.
- Beaux enfants qui n'hésitez pas, roman, Éditeurs français réunis, 1957.